# A bolondos, bolondos, bolondos Tapsi Hapsi mozifilm
A bolondos, bolondos, bolondos Tapsi Hapsi mozifilm (eredeti cím: The Looney, Looney, Looney Bugs Bunny Movie) 1981-ben bemutatott amerikai rajzfilm, amelynek rendezője és producere Friz Freleng. Az animációs játékfilm forgatókönyvét John W. Dunn David Detiege és Friz Freleng írták, a zenéjét Robert J. Walsh és Don McGinnis szerezte. A mozifilm a Warner Bros. Animation és a DePatie-Freleng Enterprises gyártásában készült, a Warner Bros. forgalmazásában jelent meg. Műfaja filmvígjáték.
Amerikában 1981. november 20-án mutatták be a mozikban, Magyarországon 2009. augusztus 4-én adták ki DVD-n.

## Szereplők
| Szereplő              | Magyar hang      | Leírás                                                                |
| --------------------- | ---------------- | --------------------------------------------------------------------- |
| Tapsi Hapsi           | Bor Zoltán       | A szürke nyuszi.                                                      |
| Dodó kacsa            | Balázs Péter     | A fekete kacsa.                                                       |
| Cucu malac            | Csankó Zoltán    | A széles vállú malac.                                                 |
| Rissz-Rossz Sam       | Besenczi Árpád   | A nagy vörös szakállú bandita az 1. és a 3. felvonásban.              |
| Szilveszter           | Koroknay Géza    | A fekete macska a 2. és a 3. felvonásban.                             |
| Csőrike               | Radó Denise      | A sárga kanári fiú a 2. és a 3. felvonásban.                          |
| Nagyi                 | Illyés Mari      | Az idős hölgy az 1. és a 3. felvonásban.                              |
| Rocky                 | Harsányi Gábor   | A szürke öltönyös bandavezér a 2. felvonásban.                        |
| Mugsy                 | Minárovits Péter | Rocky kelekótya segítője a 2. felvonásban.                            |
| Malac #2              | Minárovits Péter | A második malac, aki fából építi a klubot.                            |
| Arthur király         | Barbinek Péter   | Camelot uralkodója a Tapsi Hapsi és a fekete lovag című rövidfilmben. |
| Csúnya nagy farkas    | Barbinek Péter   | A három kismalac ellensége a 3. felvonásban és a rövidfilmben.        |
| Sir Osis of Liver     | Pipó László      | A két gyáva lovag a többi közül.                                      |
| Sir Loin of Beef      | Kapácsy Miklós   | A két gyáva lovag a többi közül.                                      |
| Sátán                 | Kapácsy Miklós   | A Pokol szelleme az 1. felvonásban, aki ügyel Rissz-Rossz Sam-re.     |
| Pepe lö Pici          | Kossuth Gábor    | A hölgy szerelmes borz a 3. felvonásban.                              |
| Aranytojást tojó liba | Kossuth Gábor    | Az agyafúrt liba, aki Dodó kacsára sózza.                             |
| O'Hara rendőr         | Kossuth Gábor    | A két zsaru a rendőrségtől.                                           |
| Clancy rendőr         | Stern Dániel     | A két zsaru a rendőrségtől.                                           |
| Rendőrfőnök           | Stern Dániel     | A rendőrség kapitánya.                                                |
| Polgármester          | Stern Dániel     | Washington polgármestere.                                             |
| Bóbita kakas          | Stern Dániel     | A kotnyeles fehér kakas a 3. felvonásban.                             |
| Bíró                  | Bolla Róbert     | A szigorú bíró, aki Rocky ügyben vezeti a tárgyalást.                 |
| Kutyariporter         | Bolla Róbert     | Kutya az Oswald díjátadása előtt.                                     |
| Clarence              | Faragó András    | A vörös macska az Anonim Madárüldözők szövetsége című rövidfilmben.   |
| Nick                  | Faragó András    | Rocky új társa a 2. felvonásban.                                      |
| Ügyvéd                | Tokaji Csaba     | A kék öltönyös jogász, aki szabadlábra helyezi Rocky-t.               |
| Malac #1              | Markovics Tamás  | Az egyik malac, aki szalmából építi a klubot.                         |
| Malac #3              | Molnár Levente   | A harmadik malac, aki téglából építi a klubot.                        |
| Narrátor              | Láng Balázs      | Friz Freleng 2. felvonásának narrációja.                              |
| Elmer Fudd            | nem szólal meg   | A bőrfejű vadász a 3. felvonásban.                                    |

## Összeállítások
A Bolondos dallamok részleteinek felhasználásával állították össze a filmhez.
Bevezetés
Knighty Knight Bugs (teljes film után klipeket tartalmaz a történelemben: Little Red Rodent Hood, Speedy Gonzales és A Pizza Tweety Pie)
| Első felvonás - Hare Trimmed - Roman Legion-Hare - Devil's Feud Cake - Sahara Hare - Wild and Woolly Hare | Második felvonás - The Unmentionables - Golden Yeggs - Catty Cornered | Harmadik felvonás - Three Little Bops - Birds Anonymous - High Diving Hare - Show Biz Bugs |

## Televíziós megjelenések
HBO, HBO 2, HBO Comedy 